# Очимијано
Очимијано (итал. Occimiano) је насеље у Италији у округу Алесандрија, региону Пијемонт.
Према процени из 2011. у насељу је живело 1218 становника. Насеље се налази на надморској висини од 115 м.

## Становништво
| 1931. | 1936. | 1951. | 1961. | 1971. | 1981. | 1991. | 2001. | 2011. |
| ----- | ----- | ----- | ----- | ----- | ----- | ----- | ----- | ----- |
| 1.811 | 1.768 | 1.721 | 1.595 | 1.542 | 1.511 | 1.415 | 1.385 | 1.367 |